# Rödhuvad trädbasbagge
Rödhuvad trädbasbagge (Vincenzellus ruficollis) är en skalbaggsart som först beskrevs av Georg Wolfgang Franz Panzer 1794.  Rödhuvad trädbasbagge ingår i släktet Vincenzellus, och familjen trädbasbaggar. Enligt den svenska rödlistan är arten sårbar i Sverige. Arten förekommer på Öland. Arten har tidigare förekommit i Svealand men är numera lokalt utdöd. Artens livsmiljö är skogslandskap, jordbrukslandskap.